# Porcia
Porcia (furlanisch Purcie) ist eine italienische Gemeinde mit 14.925 Einwohnern (Stand 31. Dezember 2023) in der Region Friaul-Julisch Venetien südwestlich von Pordenone.

## Sehenswertes
Das vor 1178 erbaute Schloss der Grafen von Porcia prägt noch heute den Stadtkern, der einst von einem Mauerring umgeben war. Interessant der Uhrturm aus dem 13. Jahrhundert, die Rathausloggia aus dem Jahre 1555, die Kirche S. Maria (14. und 16. Jahrhundert), das Lehnsherrengebäude im Renaissancestil, die Kirche San Giorgio (wunderschönes mit Intarsien verziertes Chorgestühl aus dem 17. Jahrhundert) und der Campanile (1488–1555), der einzige doppelwandige Kirchturm im ganzen Friaul. Dessen Glockenstuhl ist nicht über eine Treppe, sondern über eine schräge, 46-stöckige Rampe zugänglich (auf die auch das siegreiche Tier der traditionell an Mariä Himmelfahrt stattfindenden Eselrennens steigt).

## Partnerschaften
- Spittal an der Drau (Österreich)
- Berettyóújfalu (Ungarn)